# آلبراچه
آلبراچه (به اسپانیایی: Alborache) یک شهرستان در اسپانیا است که در Hoya de Buñol واقع شده‌است.

## خصوصیات
آلبراچه ۲۷٫۳ کیلومترمربع مساحت و ۱٬۱۰۷ نفر جمعیت دارد و ۳۲۰ متر بالاتر از سطح دریا واقع شده‌است.